# Lee Walker
Lee Walker (Newbridge, 11 febbraio 1976) è un giocatore di snooker gallese.

## Carriera
Dopo essere diventato professionista nel 1994, Lee Walker non brilla nelle sue prime stagioni. Nel 1997, con la qualificazione al Campionato mondiale, riesce a prendere parte per la prima volta ad un torneo professionistico. Al primo turno il gallese batte Dave Harold per 10-7, poi elimina a sorpresa la testa di serie numero 6 Alan McManus per 13-10, ma viene battuto ai quarti di finale da Alain Robidoux 13-8. Walker prende parte al Campionato del mondo anche nel 1998, perdendo però al primo turno contro il campione in carica Ken Doherty. Nel 2004 si qualifica alla fase finale dopo 6 anni dall'ultima volta, uscendo al secondo turno per mano di David Gray che lo sconfigge 13-5.
Al Gibraltar Open 2018 Walker arriva per la prima volta in carriera in semifinale. Dopo aver battuto per 4-0 Kyren Wilson ai quarti, il gallese viene eliminato da Cao Yupeng per 4-2. Nel 2019 all'English Open, Walker riesce nell'impresa di eliminare il numero 1 del mondo Judd Trump nei sedicesimi, vincendo il match 4-2. Tuttavia perde ai quarti contro Mark Allen.

## Vita privata
Lee Walker è amico del connazionale Mark Williams, tre volte campione del mondo.

## Coach
Nel 2011 ha completato la qualifica di livello 2 come allenatore di snooker per conto della WPBSA. Dal 2014 svolge l'attività di allenatore-giocatore, lavorando nella sua casa in Galles e scoprendo talenti a Hong Kong e in Svezia.

## Ranking[10]
| Stagione  | Ranking iniziale | Ranking finale |
| --------- | ---------------- | -------------- |
| 1994-1995 | Non classificato | 280            |
| 1995-1996 | 280              | 189            |
| 1996-1997 | 189              | 79             |
| 1997-1998 | 79               | 50             |
| 1998-1999 | 50               | 46             |
| 1999-2000 | 46               | 42             |
| 2000-2001 | 42               | 58             |
| 2001-2002 | 58               | 76             |
| 2002-2003 | 76               | 81             |
| 2003-2004 | 81               | 59             |
| 2004-2005 | 59               | 58             |
| 2005-2006 | 58               | 79             |
| 2007-2008 | Non classificato | 82             |
| 2014-2015 | Non classificato | 104            |
| 2015-2016 | 83               | 74             |
| 2016-2017 | Non classificato | 81             |
| 2017-2018 | 69               | 69             |
| 2018-2019 | Non classificato | 105            |
| 2019-2020 | 80               |                |

## Finali perse

### Titoli Non-Ranking: 1
| Titoli Non-Ranking                   | Titoli Non-Ranking | Titoli Non-Ranking | Titoli Non-Ranking |
| ------------------------------------ | ------------------ | ------------------ | ------------------ |
| Competizione                         | Anno               | Avversario         | Note               |
| Merseyside Professional Championship | 1998               | Peter Lines        | [ 11 ]             |